# Izena (Okinawa)
Izena (伊是名村, Izena-son) est un village du district de Shimajiri, situé dans la préfecture d'Okinawa, au Japon. Son nom okinawaïen est Ijina.

## Géographie

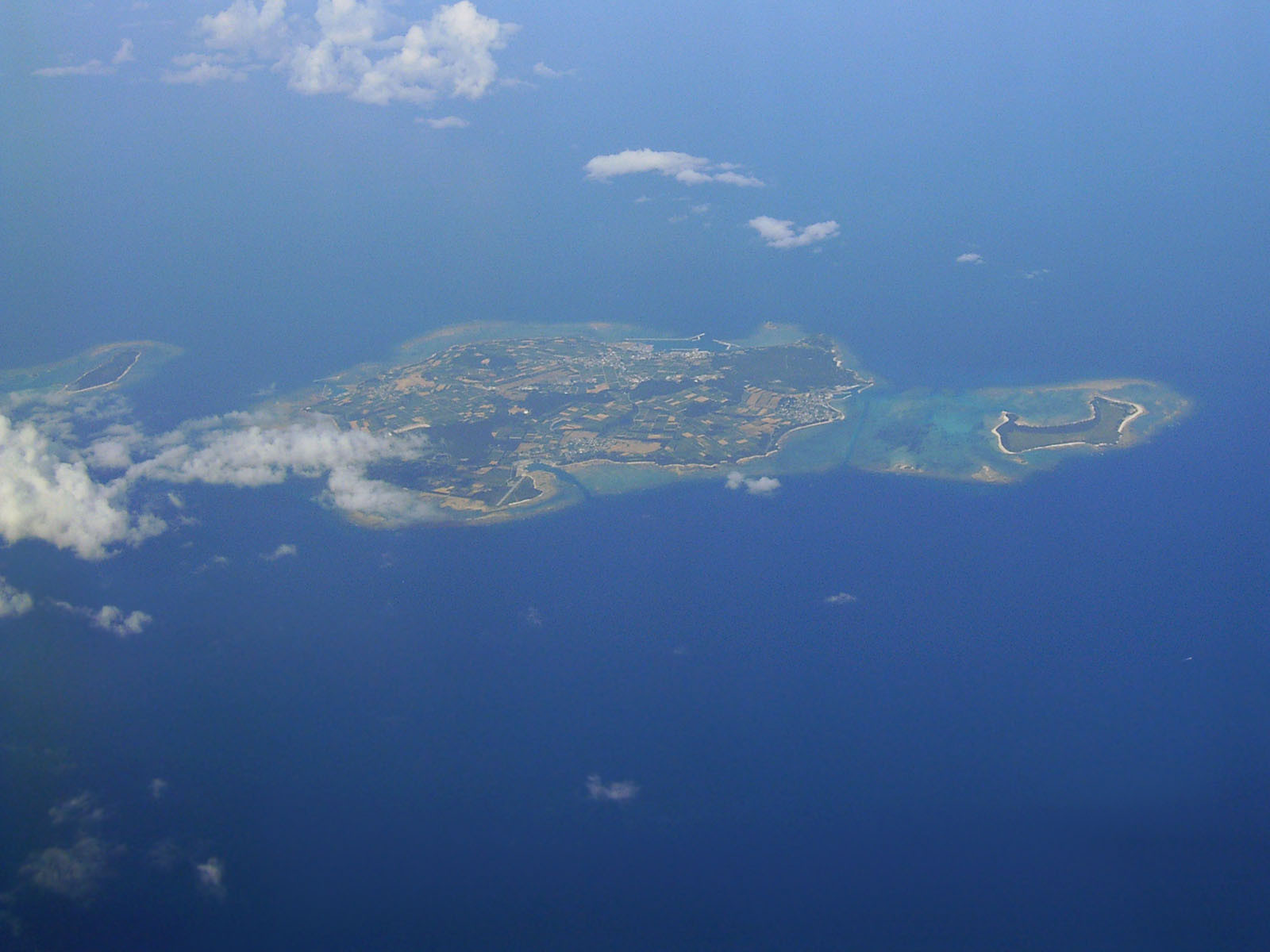
Vue aérienne d'Izena.

### Situation
Izena occupe la totalité d'Izena-jima, ainsi que les îlots de Gushikawa et Yanaha, au nord-ouest de l'île d'Okinawa, au Japon.

### Démographie
Au 31 mars 2022, la population d'Izena s'élevait à 1 306 habitants répartis sur une superficie de 15,44 km2.

## Transport
Izena est accessible par ferry.

## Patrimoine culturel et naturel
Le village d'Izena compte quarante-six éléments désignés ou enregistrés comme patrimoine matériel, culturel ou naturel, au niveau national, préfectoral ou municipal. 
- Nom (japonais) (type d’enregistrement)

### Patrimoine matériel
- Bâtiment principal et murs de pierre de l’ancienne Résidence de la famille Nashiro  (旧名城家主屋及び石垣?) (National)
- Biens de l’héritage de la famille Mekaru (銘苅家所蔵品?) (Municipal)
- Calligraphie Takewa (竹割?) (Municipal)
- Calligraphie Yōhekisan (葉壁山?) (Municipal)
- Copie des Chroniques de l’île d’Iheya (伊平屋島旧記写, Iheyajima Kyūki?) (Municipal)
- Copie du Décrêt relatif au sauvetage du bateau nafragé sur la côte de Dana( (田名沖における難破船救助に関する言上写?) (Municipal)
- Copie du Décrêt sur l’industrie forestière (植林に対する言上写?) (Municipal)
- Divinités Tōtoku de Serikyaku (土帝君3体?) (Municipal)
- Divinités Tōtoku de Shomi (土帝君3体?) (Municipal)
- Documents concernant l’essartage et le développement des forêts (山野開墾に関する書類綴?) (Municipal)
- Instruments rituels de Fē-no-futakayata-no-amu (famille Tamaki) (南の二かや田(玉城家)の拝領品?) (Municipal)
- Instruments rituels de Iheya-no-amu-ganashi (伊平屋の阿母加那志拝領品?) (Municipal)
- Instruments rituels de Nishi-no-futakayata-no-amu (famille Irei) (北の二かや田の阿母(伊禮家)の拝領品?) (Municipal)
- Izena Tamaudun (伊是名玉御殿?) (Préfectoral)
- Résidence de la famille Mekaru (銘苅家住宅?) (National)
- Zushis (urnes funéraires) en pierre d’Izena Tamaudun (伊是名玉御殿内石厨子?) (Préfectoral)

### Patrimoine ethnologique
- Kami-asagi (site rituel) et résidence de Nakada (伊是名村仲田の神アサギ附宅地?) (Préfectoral)
- Kami-asagi (site rituel) et résidence de Serikyaku (伊是名村勢理客の神アサギ附宅地?) (Préfectoral)

Kami-asagi et uganju (sites rituels) de Shomi (伊是名村諸見の神アサギ附拝所) (Préfectoral)
- Kami-asagi et uganju (sites rituels) d’Izena (伊是名村伊是名の神アサギ附拝所?) (Préfectoral)
- Ossements humains portant des bracelets en coquillages du Site de l’île Gushikawa (具志川島遺跡の貝輪着装人骨?) (Municipal)

### Sites historiques
- Amas coquillier d’Agigitara (アギギタラ貝塚?) (Municipal)
- Amas coquillier de Nakada (仲田貝塚?) (Municipal)
- Amas coquillier de Serikyaku (勢理客貝塚?) (Municipal)
- Amas coquillier d’Izena (伊是名貝塚?) (Municipal)
- Amas coquillier d’Oyahata (親畑貝塚?) (Municipal)
- Amas coquillier d’Uchihana (内花貝塚?) (Municipal)
- Amas coquillier d’Ufujika (ウフジカ貝塚?) (Municipal)
- Emplacement évoqué dans la chanson Kaimiji-bushi (通水節発祥の地?)(Municipal)
- Emplacement du métier à tisser Churainjo (美織所?) (Municipal)
- Feux d’alarme d’Āgayama (アーガ山の逢火台  (火立所)?) (Municipal)
- Izena Gusuku (伊是名城跡?) (Préfectoral)
- Lieu de Sakata (逆田?) (Municipal)
- Mihoso-dokoro, lieu de naissance du roi Shō En (尚円王生誕地屋敷内「みほそ所」?) (Préfectoral)
- Port d’Isena (伊瀬名湊?) (Municipal)
- Route des nobles (サムレー道, Samurē-michi?) (Municipal)
- Site archéologique de Motojima (元島遺跡?) (Municipal)
- Site archéologique de Shiidachi (シーダチ遺跡?) (Municipal)
- Source de Sunja-gā (潮平井?) (Municipal)

### Lieux de beauté pittoresque
- Feux d’alarme d’Āgayama (アーガ山の逢火台  (火立所)?) (Municipal)
- Emplacement du métier à tisser Churainjo (美織所?) (Municipal)
- Route des nobles (サムレー道, Samurē-michi?) (Municipal)
- Source de Sunja-gā (潮平井?) (Municipal)

### Monuments naturels
- Chaume d’Izena (Eriachne armitti F. Muell.) (イゼナガヤ?) (Municipal)
- Communauté de chênes ubame (Quercus phillyraeoides) et pins luchu (Pinus luchuensis) d’Akara-utaki (アカラ御嶽のウバメガシ及びリュウキュウマツ等の植物群落?) (Préfectoral)
- Communauté de Selaginella tamariscina du château d’Izena (伊是名城跡のイワヒバ群落?) (Préfectoral)